# Hnîlce, Pidhaiți
Hnîlce (în ucraineană Гнильче) este localitatea de reședință a comunei Hnîlce din raionul Pidhaiți, regiunea Ternopil, Ucraina.

## Demografie
Componența lingvistică a localității Hnîlce
     Ucraineană (100%)
Conform recensământului din 2001, toată populația localității Hnîlce era vorbitoare de ucraineană (100%).